# 일본원주민론
일본원주민론(일본어: 日本原住民論 니혼겐쥬민론[*])은 야마토 조정이 외래집단의 정복왕조이고, 그 이전에 일본열도에 존재하던 선주민족은 부락민이나 산카 같은 천민 집단이 되었다는 역사관이다.
이것을 처음 제기한 사람은 역사소설가 야기리 토메오다. 토메오는 이런 "원주민"들이 오랜 역사를 통해 황통에 연결됨으로써 황실이 원주민 통합의 상징이 되었다고 상정했다. 야기리는 이런 서술을 할 때 황실에 대한 경의의 표현으로 일관하며, 결코 좌익이라고 할 수 없는 사람이었다.
하지만 일본 신좌파는 이것을 환골탈태 수준으로 완전히 새롭게 재해석했다. 당시 수배로 인해 잠행 중이던 적군파 간부 우메나이 쓰네오는 야기리의 일본원주민론에 촉발되어 「공산주의자동맹 적군파에게서 일제타도를 뜻하는 모든 사람들에게」를 발표했다. 이 수기에서 처음으로 신좌파의 “일제타도”의 근거가 “메이지 시대 이후 일본제국의 악행”으로부터 “일본이 건국된 이래의 원주민 박해”로 크게 전환되었다. 궁민혁명론을 주장한 오오타 류도 야기리를 “진정한 인민적 역사가”라고 극찬했다.
이를 계기로 신좌파 운동가들은 “일본원주민의 복권”을 내거는 독자적 역사관을 확립했다. 그 특징은 “야마토 조정에 의해 파괴된 지방정권”을 찬양함으로써 “천황제의 상대화”를 도모한다는 것이었다. 또 한편 “기기 이전의 역사를 전했다”고 알려진 고사고전에 대한 관심도 높아졌다. 일본원주민론 역사관은 카토 사부로 등의 논섹트 래디컬 운동가들에 의한 반일테러 사건을 촉발시켰다.
신좌파 운동가들은 유사역사학에 빠져들었고, 이는 1980년대의 오컬트 붐에도 영향을 미쳤다. 연구자 하라다 미노루에 따르면 옴진리교도 이러한 풍조로 대두한 일종의 위사(僞史)운동이며, 옴진리교가 국가전복을 기획한 배경에는 이런 반일 이념이 영향을 미쳤다고도 한다.

## 참고 자료
- 八切止夫「日本原住民史」朝日新聞社、1972年
- 太田竜「日本原住民と天皇制」新泉社、1982年
- 太田竜「日本原住民史序説」新泉社、1982年
- 原田実「幻想の荒覇吐（アラハバキ）秘史　―「東日流外三郡誌」の泥濘―」批評社、1999年
- 原正寿、原田実、安本美典「日本史が危ない! ―偽書『東日流外三郡誌』の正体―」全貌社、1999年